# 南 (栄町)
南（みなみ）は、千葉県印旛郡栄町の大字。郵便番号270-1532。

## 地理
北は布太、曽根、東は押付、南ケ丘、南東は印西市将監、南は印西市本埜小林、南西は印西市小林、西は印西市平岡、北西は西に隣接している。

## 世帯数と人口
2017年（平成29年）11月1日現在の世帯数と人口は以下の通りである。
| 大字 | 世帯数 | 人口  |
| ---- | ------ | ----- |
| 南   | 92世帯 | 254人 |

## 小・中学校の学区
町立小・中学校に通う場合、学区は以下の通りとなる。
| 地域 | 小学校           | 中学校         |
| ---- | ---------------- | -------------- |
| 全域 | 栄町立布鎌小学校 | 栄町立栄中学校 |

## 施設
- 南集会所
- 南水神社
- 八坂大神

## 交通

### バス
- 栄町循環バス[5]
  - 布鎌循環ルート[6][7]
    - （南ケ丘） - 47上未高公園入口 - （南ケ丘）